# Gustave Aimard

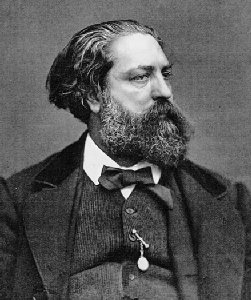
Gustave Aimard

Gustave Aimard, född 13 september 1818, död 20 juni 1883, var en fransk författare.

## Biografi
Aimard levde i nära tio år bland indianstammar i Nordamerika, dit han kommit som skeppspojke; han företog senare vandringar genom Spanien, Turkiet och över Kaukasus och dog i sinnessjukdom.
Hans äventyrsromaner i Coopers stil blev på sin tid omtyckt ungdomsläsning, också i Sverige, där särskilt på 1880- och 1890-talet många av dem översattes.

## Böcker på svenska
- Det stora fribytarbandet eller tigerjägaren: berättelse från indiska öknen (översättning Adolf von Baumgarten, Huldberg, 1863)
- De fredlöse i Missouri (Les outlaws du Missouri) (okänd översättare, Härnösand: Johansson, 1875)
- Mexikanska nätter (översättning Mathilda Langlet, Skoglund, 1878)
- Äfventyr i Canada (okänd översättare, Skoglund, 1879)
- Äfventyr i vildmarken eller Trappers i Arkansas: romantiska skildringar från gräsöknarne i Nordamerika (Les trappeurs de l'Arkensas) (anonym översättning?, Bokförlagsbyrån, 1886)
- Skogsströfvarne (översättning Johannes Granlund, Adolf Johnson, 1887)
- Friskyttarne (Les franc-tireurs) (översättning Johannes Granlund, Adolf Johnson, 1887)
- Vildmarkens lejon (översättning G-g, Adolf Johnson, 1888)
- Trohjerta eller Ödemarkens son (översättning Johannes Granlund, Adolf Johnson, 1889)
- Stenhjerta (översättning Johannes Granlund, Adolf Johnson, 1891)
- Tigerkatten (översättning Johannes Granlund, Adolf Johnson, 1892)
- Indianhöfdingen (översättning Johannes Granlund, Adolf Johnson, 1893)
- Savannernas drottning (översättning Johannes Granlund, Adolf Johnson, 1893)
- Svarta korpen eller Nybyggarne vid indiangränsen (översättning Johannes Granlund, Adolf Johnson, 1894)
- De fredlöse i Missouri (Les outlaws du Missouri) (översättning H.O.P., Beijer, 1896)
- Röda bufflarne (översättning Johannes Granlund, Adolf Johnson, 1898)
- Tigerdödaren (översättning Johannes Granlund, Adolf Johnson, 1899)
- Smugglarekaptenen: berättelse från Chile (översättning Johannes Granlund, Adolf Johnson, 1900)
- Det stora indianupproret (översättning Johannes Granlund, Adolf Johnson, 1913)
- Svarta älgen (okänd översättare, 1917)
- På jakt efter prärierövare (bearbetning från franskan av E. G., Holmquist, 1919)
- Bland indianer och trappers (bearbetning från franskan av E. G., Holmquist, 1919)
- Aroukanernas hövding (bearbetning från franskan av Ella Svanberg, Holmquist, 1919)
- Mestisens hämnd (okänd översättare, Holmquist, 1920)
- Vildmarkens lejon och andra berättelser (2. omarb. uppl.) (okänd översättare, Ad. Johnson, 1921)
- Tigerdödaren (översättning A. Berg (dvs. Adil Bergström), Holmquist, 1921)
- Vita bufflarna (översättning O. S-n, B. Wahlström, 1922)
- Pärlfiskaren (bearbetning från franskan av O. S-n, B. Wahlström, 1923)